# Bandeira do Acre

Bandeira do Acre (reverso).

A bandeira do estado do Acre é um dos símbolos oficiais do estado brasileiro do Acre.

## História
A bandeira atual foi instituída pela lei nº 1.170 de 1995, adotando o desenho da Bandeira do Estado Independente do Acre (Decreto nº 2, de 15 de julho de 1899), modificada pela Resolução n. 5, de 24 de janeiro de 1921, do Governo do Território Federal do Acre. A faixa governamental usada pelo chefe do executivo acriano é feita seguindo as cores da bandeira e também ostenta a estrela vermelha.
Seu desenho consiste em um retângulo de proporção largura-comprimento de 7:10 divido por uma linha diagonal da parte inferior esquerda (lado do mastro) para a superior direita. A parte superior esquerda é amarela com uma estrela vermelha no canto, a parte inferior direita é verde.

## Descrição vexilológica e simbolização
As cores principais da bandeira (verde e amarelo) são as mesmas da bandeira do Brasil e são uma representação da integração do estado com o Brasil, separadamente cada cor tem um significado específico:
- A cor amarela, que representa as riquezas da terra;
- A cor verde, a esperança.

A estrela vermelha no canto superior esquerdo, chamada de "Estrela Altaneira", representa o sangue dos bravos que lutaram pela anexação da área do atual estado do Acre ao Brasil. A bandeira foi adotada oficialmente pelo governador Epaminondas Jácome.

## Bandeiras relacionadas

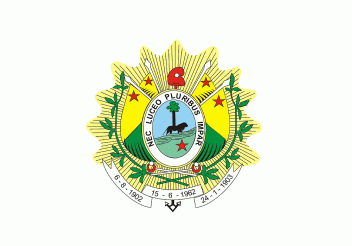
Bandeira do governador do Acre.
Bandeira do Estado Independente do Acre (1899–1900).
Bandeira da Terceira República do Acre (1902–1903).